# Nationella Damhockeyligan
Nationella Damhockeyligan är den näst högsta svenska hockeyligan för damer, tidigare kallad Damettan och Division 1. Ligan består av fyra grundserier: norra, västra, östra och södra samt slutspelsserien Damhockeyallsvenskan där de tre bästa lagen från respektive damettor möts under februari månad. De sex främsta lagen går sedan vidare till ett slutspel för att nå kvalspelet till SDHL.
Ligaorganisationen NDHL lanserades i september 2021 för att förändra seriestrukturen och minska avståndet till Svenska damhockeyligan och skapa ett naturligt utvecklingssteg mellan juniorverksamheten och SDHL. Inför säsongen 2022–2023 tilläts tacklingar.